# سلم يعقوب (فلم 2019)
سلم يعقوب  (بالإنجليزية: Jacob's Ladder) فيلم رعب نفسي أمريكي لعام 2019  من إخراج ديفيد إم روزنتال وكتبه جيف بوهلر وسارة ثورب. الفيلم هو إعادة إنتاج لفيلم 1990 الذي يحمل نفس الاسم، وهو من بطولة مايكل إيلي، وجيسي ويليامز، ونيكول بيهاري، وكارلا سوزا، وتدور الأحداث حول "جاكوب سينجر" الذي يكافح، بعد عودة شقيقه من الحرب،  للحفاظ على سلامته العقلية. يعاني سنجر من الهلوسة وذكريات الماضي، وينهار سريعًا بينما يتحول العالم والأشخاص من حوله إلى صور مزعجة. تم بث الفيلم على شبكة (Dish) في 25 يوليو 2019، قبل أن تصدره شركة فيرتيكال للترفيه إلى دور العرض الأمريكية في 23 أغسطس 2019. كانت مقالات النقاد السينمائيين أغلبها سلبية.منح موقع قاعدة بيانات الأفلام على الإنترنت (IMDB) الفيلم درجة 3.6/ 10.

## طاقم التمثيل
- مايكل إيلي: في دور يعقوب سينجر
- جيسي ويليامز: في دور إسحاق سينجر
- نيكول بيهاري: في دور سامانثا سينجر
- كارلا سوزا: في دور آني / آنجيل
- جاي بيرنت: في دور هوفمان (الصيدلي)
- جوزيف سيكورا: في دور بول روتيجر
- ريتشي كوستر: في دور لويس
- جون إيز:[19] في دور مهاجم
- ديزموند فيليبس:[20] في دور طبيب بيطري بلا مأوى
- تيريزا أوشيا:[21] في دور امرأة عجوز
- بروك جاي تايلور:[22] في دور حارسة
- كيفن إل جونسون:[23] في دور طبيب
- جيم بالمر: في دور حارس ذكر
- مايك شوارتز: في دور مهاجم 2
- مارك سكاربورو:[24] في دور سليم
- جريج نابو:[25] في دور كاتب الصيدلة [26][27]

## ملخص أحداث الفيلم
تطارد الذكريات الطبيب العسكري يعقوب سينجر (مايكل إيلي) وعلى وجه الخصوص حادثة وفاة شقيقه إسحاق (جيسي ويليامز) في أفغانستان. يعمل يعقوب سينجر كطبيب يعالج زملائه المحاربين القدامى المصابين باضطراب ما بعد الصدمة، وتصبح المواجهات مع الجنود السابقين غير المستقرين هي حدث يومي في مهنته. لكن المواجهة الغريبة بين إسحاق مع شريك الفصيل القديم بول روتيجر (جوزيف سيكورا) تقوم بتعميق وتوسيع الهوة الكبيرة في واقع يعقوب الهش.
يدعي بول أن إسحاق على قيد الحياة، ويعيش وسط مجتمع سري من الأطباء البيطريين الذين كانوا خنازير غينيا (وهي الحيوانات التي تجرى عليها التجارب الطبية المعملية) لعقار تجريبي. يرفض يعقوب الإستماع لأقوال بول ويعتقد أنها ضلال. يصادف يعقوب حوادث مذهلة مصحوبة برؤى لأشخاص متحولين يختفون أمام عينيه، مما يدفعه للتشكيك في كل ما كان يؤمن به. يرحل عقل ومخيلة يعقوب تدريجيًا إلى أعماق ساحقة في عالم الهلوسة من المخلوقات والمؤامرات والغموض المقلق.

## تطور وإنتاج الفيلم
في عام 2013، أعلن أن "جيف بوهلر" سوف يقوم بكتابة سيناريو لصالح شركة إل دي للترفيه مأخوذ من فيلم "سلم يعقوب" الصادر عام 1990. وفقًا لصحيفة هوليوود ريبورتر: "يتطلع المنتجون إلى جعل شيء أقرب إلى التكريم وليس تقليد الأصل. الخطة هي معاصرة القصة بمواقف وشخصيات جديدة مع الحفاظ على قصة تتناول القضايا وتطرح أسئلة وجودية."
تم إلحاق جيمس فولي كمخرج في نوفمبر 2013. بحلول مارس 2016، تم إبعاد المخرج جيمس فولي وحل محله ديفيد إم روزنتال. تم إعادة الكتابة بقلم سارة ثورب عندما ظنت شركة الإنتاج أن كاتب السيناريو بوهلر لن يتعاون.
قال بوهلر إنه منذ الحربين الأخيرتين، أصبح "الفهم الثقافي الأمريكي لتجربة الحرب وما تفعله بالناس عقليًا" فهماً مختلفًا تمامًا عما كان عليه "في عام 1990، وقرر بوهلر ألا تكون الكتابة "بالضرورة" تدفع الأحداث للوصول إلى نفس نتيجة فيلم عام 1990، وظن أنه من الضروري إيجاد طريقة جديدة لمنح الجمهور تجربة مماثلة من حيث التأثير والشعور. لقد كان موقفًا صعبًا للغاية بمعنى أننا كنا نحاول إعادة إنشاء شيء ما، مع احترام روح ومفهوم (الأصل)، مع سرد قصة مختلفة." ووعد بوهلر بنهاية مختلفة عن الفيلم الأصلي لعام 1990.
تم الإعلان، في مارس 2016،عن توقيع النجم مايكل إيلي للمشاركة في الفيلم وإنتاجه التنفيذي. وفي أبريل 2016، انضم جيسي ويليامز ونيكول بيهاري إلى فريق عمل الفيلم، تلاهما جاي بيرنت وكارلا سوزا في يونيو. وصف ويليامز الفيلم بأنه: "إعادة تخيل كاملة للفيلم القديم."
بدأ التصوير الرئيسي في 2 مايو 2016. وبحلول شهر يونيو، تم التصوير في محطة أفونديل في ديكاتور، جورجيا ومركز بيتشتري في أتلانتا. انتهى الإنتاج بحلول أغسطس من ذلك العام. تم إصدار أول مقطع دعائي رسمي للفيلم في 1 يوليو 2019.
عرض الفيلم على شبكة (DISH) في 25 يوليو 2019 قبل أن تصدره شركة فيرتيكال للترفيه إلى دور العرض الأمريكية في 23 أغسطس 2019  بعد أن كانت النية متجهة إلى منح حق إصدار الفيلم لشركة إل دي للترفيه في فبراير 2019.

## استقبال الفيلم
- منح موقع "الطماطم الفاسدة" الفيلم تقييماً مقداره 4% بناءاً على آراء 23 ناقداً سينمائياً، وكتب إجماع نقاد الموقع: "إعادة إنتاج، لا داعي لها، تغفل بسرعة عن الموضوعات التي رفعت المستوى الأصلي، هذا هو سلم يعقوب الذي يقود مباشرة إلى أي مكان."[16]
- منح موقع "ميتاكريتيك" الفيلم تقييماً مقداره 31% بناءاً على آراء 8 ناقداً سينمائياً.[17]
- كتب جون دي فور من صحيفة هوليوود ريبورتر: "بالرغم من كل هذا، فإن الفيلم لا يحقق أبدًا نوع الشدة المتعرقة للأصل."[52]
- كتب أوين جليبرمان من مجلة فارياتي: "انه مشوش، لكن ليس بالضرورة فيلمًا مثل سلم يعقوب."[53]

## روابط خارجية
- سلم يعقوب على موقع IMDb (الإنجليزية)
- سلم يعقوب على موقع روتن توميتوز (الإنجليزية)
- سلم يعقوب على موقع ألو سيني (الفرنسية)
- سلم يعقوب على موقع Turner Classic Movies (الإنجليزية)
- سلم يعقوب على موقع أول موفي (الإنجليزية)
- سلم يعقوب على موقع بوكس أوفيس موجو (الإنجليزية)
- سلم يعقوب على موقع فيلمافينيتي (الإسبانية)
- سلم يعقوب على موقع قاعدة بيانات الفيلم (الإنجليزية)
- سلم يعقوب على موقع ليتربوكسد (الإنجليزية)
- سلم يعقوب على موقع كينوبويسك (الروسية)
- https://www.imdb.com/title/tt3016748/ سلم يعقوب (فيلم 2019)
- https://elcinema.com/en/work/2058631/ سلم يعقوب (فيلم 2019)
- https://letterboxd.com/film/jacobs-ladder-2019/ سلم يعقوب (فيلم 2019)
- https://www.filmaffinity.com/us/film361736.html سلم يعقوب (فيلم 2019)
- https://www.blu-ray.com/Jacobs-Ladder/1061504/ سلم يعقوب (فيلم 2019)
- https://comicbook.com/category/jacobs-ladder-2019-/ سلم يعقوب (فيلم 2019)
- https://www.metacritic.com/movie/jacobs-ladder-2019 سلم يعقوب (فيلم 2019)
- https://www.allmovie.com/movie/jacobs-ladder-v584262 سلم يعقوب (فيلم 2019)
- https://www.rottentomatoes.com/m/jacobs_ladder_2019 سلم يعقوب (فيلم 2019)
- https://www.themoviedb.org/movie/456529-jacob-s-ladder سلم يعقوب (فيلم 2019)
- https://www.allocine.fr/film/fichefilm_gen_cfilm=222529.html سلم يعقوب (فيلم 2019)
- https://www.commonsensemedia.org/movie-reviews/jacobs-ladder-2019 سلم يعقوب (فيلم 2019)